# Ega-Blumenfledermaus

Vermutetes Verbreitungsgebiet, ein Fund aus Kolumbien stellt eine andere Art dar

Die Ega-Blumenfledermaus (Scleronycteris ega) ist ein wenig erforschtes Fledertier in der Familie der Blattnasen, das im nördlichen Südamerika verbreitet ist. Sie ist die einzige Art der Gattung Scleronycteris. Der deutsche Name und der Artzusatz im wissenschaftlichen Namen beziehen sich auf den Fundort des Typusexemplars bei Tefé (früher bekannt als Ega) im nordwestlichen Brasilien.

## Merkmale
Für das Weibchen, das zur Erstbeschreibung diente, wurden eine Kopf-Rumpf-Länge von 57 mm, eine Schwanzlänge von 6 mm und 35 mm lange Unterarme ermittelt. Oberseits ist dunkelbraunes Fell vorhanden und die Unterseite ist mit hellbraunem Fell bedeckt. Die wichtigsten Unterschiede zu den ähnlichen Langschwanz-Blumenfledermäusen und zur Langnasenfledermaus bestehen in abweichenden Details Backenzähne. Das Kinn ist gut ausgeprägt und steht leicht vor, wobei es nach unten geneigt ist. Da untere Schneidezähne fehlen, ergibt sich die Zahnformel I 2/0, C 1/1, P 2/3, M 3/3, womit sich 30 Zähne im Gebiss befinden. Alle Blattnasen besitzen ein Nasenblatt.

## Verbreitung und Lebensweise
Diese Fledermaus ist nur von wenigen Funden aus dem nordwestlichen Brasilien und südlichen Venezuela bekannt. Sie lebt im Flachland bis 300 Meter Höhe. Als Habitat dienen immergrüne Wälder, Savannen und Gärten. Vermutlich bevorzugt die Art die Nähe von Wasserläufen.
Wahrscheinlich werden, wie bei nahe verwandten Fledermäusen Früchte, Nektar und Pollen gefressen, die gelegentlich mit Insekten komplettiert werden.

## Gefährdung
Die Abholzung von Wäldern wirkt sich wahrscheinlich negativ auf die Entwicklung des Bestandes aus. Anhand der seltenen Funde kann keine Populationsgröße abgeschätzt werden. Die IUCN listet die Ega-Blumenfledermaus deshalb mit unzureichende Datenlage (data deficient).